# ليليانا بافلوفا
ليليانا بافلوفا نيكولوفا (بالبلغارية: Лиляна Павлова Николова)‏ هي سياسية من حزب مواطنون من أجل التنمية الأوروبية في بلغاريا وشغلت منصب وزير التنمية الإقليمية والأشغال العامة في الحكومة الأولى والثانية لبويكو بوريسوف ووزيرة رئاسة مجلس الاتحاد الأوروبي.  

## حياة سابقة
ولدت ليليانا في 6 ديسمبر1977 في صوفيا ، بلغاريا. أكملت تعليمها في جامعة الاقتصاد الوطني والعالمي. وهي حاصلة على درجة الدكتوراه في الاقتصاد. 